# 香港ヴァーズ
香港ヴァーズ（ホンコンヴァーズ; 中: 香港瓶/英: Hong Kong Vase）とは毎年12月中旬に香港にある沙田競馬場の芝2400メートル (m)で行われる3歳以上の競馬の競走である。
香港国際賽事（香港国際競走）として、香港カップ (芝2000 m)・香港スプリント (芝1200 m)・香港マイル (芝1600 m) といった国際G1（グループワン）と同日に開催されている。
香港競馬年度シーズンの最初の中長距離路線のG1競走であるが、香港では2000 m以上の競走があまり日程に組み込まれておらず、2400 m以上ともなればチャンピオンズ&チャターカップ(芝2400 m)と同競走を合わせ2競走しか存在していないため、日欧など他地区の競走馬が地元勢を圧倒する事が多い。

## 歴史

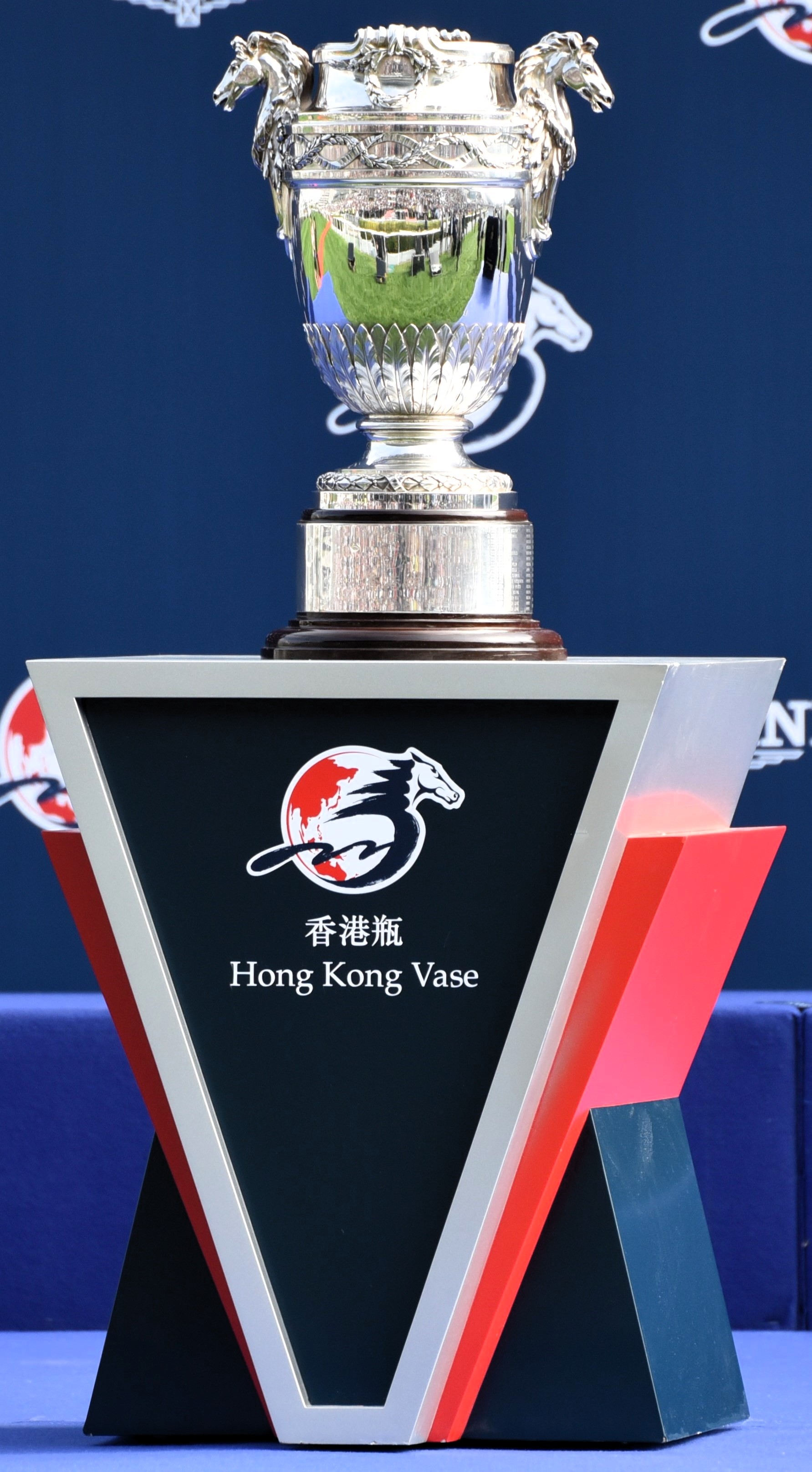
トロフィー

- 1994年 「香港国際ヴァーズ」として創設、競走グループは国際リステッド
- 1996年 国際G2に昇格
- 1997年 イギリス調教馬のルソー (Luso) が史上初の連覇
- 1998年 地元香港のインディジェナスが地元勢で初優勝。
- 2000年
  - 「香港ヴァーズ」に改称
  - 国際G1に昇格
- 2001年 日本のステイゴールドが優勝し、同馬は引退レースでG1初優勝を遂げた。当時7歳での優勝は同レース最高齢優勝記録になった。
- 2006年 イギリスのコリアーヒルが同レース最高齢優勝（8歳）を記録。
- 2008年 計時が10ミリ秒 (ms)単位となる。フランスのドクターディーノが史上2頭目の連覇。
- 2013年 地元香港のドミナントが地元勢として15年振りの優勝。
- 2019年 日本のグローリーヴェイズが2分24秒77のレコードタイムで優勝。

## 歴代優勝馬
| 回数   | 施行日         | 調教国・優勝馬 (欧文名)   | 日本語読み (カタカナ名) | 性齢 | 勝時計  | 優勝騎手       | 管理調教師              |
| ------ | -------------- | ------------------------- | ----------------------- | ---- | ------- | -------------- | ----------------------- |
| 第1回  | 1994年12月11日 | 紅主教 (Red Bishop)       | レッドビショップ        | 牡6  | 2:25.1  | C.アスムッセン | J.ハモンド              |
| 第2回  | 1995年12月10日 | 派得好 (Partipral)        | パルティプラル          | 牡6  | 2:25.7  | O.ペリエ       | E.ルルーシュ            |
| 第3回  | 1996年12月8日  | 牢騷 (Luso)               | ルソー                  | 牡4  | 2:26.1  | L.デットーリ   | C.ブリテン              |
| 第4回  | 1997年12月14日 | 牢騷 (Luso)               | ルソー                  | 牡5  | 2:26.3  | M.キネーン     | C.ブリテン              |
| 第5回  | 1998年12月13日 | 原居民 (Indigenous)       | インディジェナス        | 騸5  | 2:27.4  | D.ホワイト     | I.アラン                |
| 第6回  | 1999年12月12日 | 博爾吉亞 (Borgia)         | ボルジア                | 牝5  | 2:30.1  | O.ペリエ       | A.ファーブル            |
| 第7回  | 2000年12月17日 | 大利多 (Daliapour)        | ダリアプール            | 牡4  | 2:28.2  | J.ムルタ       | M.スタウト              |
| 第8回  | 2001年12月16日 | 黃金旅程 (Stay Gold)      | ステイゴールド          | 牡7  | 2:27.8  | 武豊           | 池江泰郎                |
| 第9回  | 2002年12月15日 | 嘉比奧 (Ange Gabriel)     | アンジュガブリエル      | 牡4  | 2:28.4  | T.ジャルネ     | E.リボー                |
| 第10回 | 2003年12月14日 | 逍遙谷 (Vallee Enchantee) | ヴァレーアンシャンテ    | 牝3  | 2:28.2  | D.ブフ         | E.ルルーシュ            |
| 第11回 | 2004年12月12日 | 鳳凰烈焰 (Phoenix Reach)  | フェニックスリーチ      | 牡4  | 2:29.8  | M.ドワイヤー   | A.ボールディング        |
| 第12回 | 2005年12月11日 | 占卜 (Ouija Board)        | ウィジャボード          | 牝4  | 2:28.9  | K.ファロン     | E.ダンロップ            |
| 第13回 | 2006年12月10日 | 煤礦山 (Collier Hill)     | コリアーヒル            | 牡8  | 2:27.1  | D.マッキューン | G.A.スウィンバンク      |
| 第14回 | 2007年12月9日  | 迪諾醫生 (Doctor Dino)    | ドクターディーノ        | 牡5  | 2:28.2  | O.ペリエ       | R.ギブソン              |
| 第15回 | 2008年12月14日 | 迪諾醫生 (Doctor Dino)    | ドクターディーノ        | 牡6  | 2:29.14 | O.ペリエ       | R.ギブソン              |
| 第16回 | 2009年12月13日 | 大利來 (Daryakana)        | ダリヤカナ              | 牝3  | 2:27.51 | G.モッセ       | A.ド・ロワイエ=デュプレ |
| 第17回 | 2010年12月12日 | 技藝精湛 (Mastery)        | マスタリー              | 牡4  | 2:27.69 | L.デットーリ   | S.ビン・スルール        |
| 第18回 | 2011年12月11日 | 多利得 (Dunaden)          | ドゥーナデン            | 牡5  | 2:27.50 | C.ウィリアムズ | M.デルザングル          |
| 第19回 | 2012年12月9日  | 紅色禮物 (Red Cadeaux)    | レッドカドー            | 騸6  | 2:28.73 | G.モッセ       | E.ダンロップ            |
| 第20回 | 2013年12月8日  | 多名利 (Dominant)         | ドミナント              | 牡5  | 2:27.29 | Z.パートン     | J.ムーア                |
| 第21回 | 2014年12月14日 | 富林特郡 (Flintshire)     | フリントシャー          | 牡4  | 2:29.83 | M.ギュイヨン   | A.ファーブル            |
| 第22回 | 2015年12月13日 | 高地之舞 (Highland Reel)  | ハイランドリール        | 牡3  | 2:28.43 | R.ムーア       | A.オブライエン          |
| 第23回 | 2016年12月11日 | 里見皇冠 (Satono Crown)   | サトノクラウン          | 牡4  | 2:26.22 | J.モレイラ     | 堀宣行                  |
| 第24回 | 2017年12月10日 | 高地之舞 (Highland Reel)  | ハイランドリール        | 牡5  | 2:26.23 | R.ムーア       | A.オブライエン          |
| 第25回 | 2018年12月9日  | 時時精綵 (Exultant)       | エグザルタント          | 騸4  | 2:26.56 | Z.パートン     | A.クルーズ              |
| 第26回 | 2019年12月8日  | 耀滿瓶 (Glory Vase)       | グローリーヴェイズ      | 牡4  | 2:24.77 | J.モレイラ     | 尾関知人                |
| 第27回 | 2020年12月13日 | 業界巨頭 (Mogul)          | モーグル                | 牡3  | 2:27.21 | R.ムーア       | A.オブライエン          |
| 第28回 | 2021年12月12日 | 耀滿瓶 (Glory Vase)       | グローリーヴェイズ      | 牡6  | 2:27.07 | J.モレイラ     | 尾関知人                |
| 第29回 | 2022年12月11日 | 瑪蓮必勝 (Win Marilyn)    | ウインマリリン          | 牝5  | 2:27.53 | D.レーン       | 手塚貴久                |
| 第30回 | 2023年12月10日 | 真強 (Junko)              | ジュンコ                | 騸4  | 2:30.12 | M.ギュイヨン   | A.ファーブル            |
| 第31回 | 2024年12月8日  | 遠飛標槍 (Giavellotto)    | ジアヴェロット          | 牡5  | 2:27:53 | O.マーフィー   | M.ボッティ              |